# Castillo del Conde Sicart

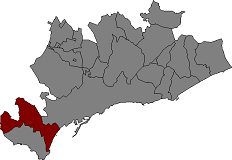
Ubicación del municipio de Vilaseca dentro de la comarca del Tarragonés

El  castillo del Conde Sicart, en catalán Castell del Comte Sicart o también conocido como Castillo de Vilaseca, es una edificación situada en el norte del casco urbano de la localidad de Vilaseca, perteneciente a la provincia de Tarragona, en la comunidad autónoma de Cataluña, España.

## Historia y características
Se trata de un castillo de estilo neomedieval, datado de la época de repoblación cristiana.
La parte más antigua del Castillo es la Torre de Olzina una torre con sillares exteriores, que los expertos atribuyen a la época romana.
Entre 1162 y 1168, fue la torre de defensa del recinto señorial de Vilaseca de Olzina, coincidiendo con la colonización cristiana del lugar. La fortificación tenía una función protectora ante los ataques saqueadores y ladrones.
En esta época el Castillo pertenecía a la familia Olzina, después de ser cedido por los Señores del Camp de Tarragona al caballero Ramón de Olzina.
Entre 1437 y 1525, la señoría de Vilaseca de los Olzina pereneció a la familia Saportella, siendo Tadeu de Saportella quien en 1525 vendió el Castillo y sus territorios al arzobispo Pere de Cardona, que entonces ya era señor de la vecina Vilaseca el Comú. Como resultado de esta transacción, se produjo la unión de las dos Vila-secas y el conjunto de los dos territorios pasaron a adquirir el nombre de Vilaseca de los Olzina.
El Castillo fue transformándose en residencia señorial y el Arzobispo Pere de Cardona, volvió a vender el Castillo en el 1860 a Joan Kies Helmont, Cónsul de Holanda en Barcelona, conocido por promover fábricas de lícor en la zona del Campo de Tarragona
Los descendientes de Joan Kies fueron propietarios del Castillo hasta el 31 de diciembre de 1899 fecha en la que fue comprado por el señor Isidre Sicart y Torrents Conde de Sicart, que paulatinamente reformará la residencia-castillo trabajo que encargará al arquitecto catalán Enric Fatjó y Torras, que le dará el actual aspecto neomedieval del que goza el castillo.
En el año 2005, el castillo fue comprado por el Ayuntamiento de Vilaseca a la familia Sicart-Girona.